# محمدعلی صحراییان
محمدعلی صحراییان (زادهٔ ۲۷ بهمن ۱۳۵۰ در جهرم) پزشک و پژوهشگر عصب‌شناسی ایرانی است که هم‌اکنون در بیمارستان سینا وابسته به دانشگاه علوم پزشکی تهران مشغول به کار است. او فلوشیپ ام اس رادر دانشگاه بازل سوئیس به اتمام رساند. رشته اصلی او ام‌اس است و بنیانگذار نخستین درمانگاه تخصصی این بیماری در ایران می‌باشد، از این رو به عنوان پدر ام اس ایران شناخته می شود.
صحراییان نایب رئیس هیئت مدیره انجمن ام‌اس ایران و یکی از دو نویسنده اصلی کتاب اطلس ام‌آرآی ضایعات ام‌اس است که توسط اشپرینگر منتشر شده‌ است.

## زندگی‌نامه
محمدعلی صحراییان در ۲۷ بهمن‌ماه ۱۳۵۰ در جهرم زاده شد. مادرش خانه‌دار و پدرش مغازه‌دار بود. دوران کودکی تا دبیرستان او در جهرم طی شد. صحراییان در سال ۱۳۶۹ در رشته پزشکی دانشگاه علوم پزشکی شیراز پذیرفته شد.